# ブラザー劇場
『ブラザー劇場』（ブラザーげきじょう）は、1964年8月3日から1979年9月24日までTBS系列局で、毎週月曜日の 19:30 - 20:00  (JST) に放送されていたTBS製作のテレビドラマ放送枠である。ブラザー工業の一社提供。当初はモノクロ放送だったが、1967年11月13日放送の『コメットさん』（九重佑三子版）第20話以降からはカラー放送となった。

## 概要
冒頭にはブラザー工業のオープニングキャッチがあった。
本枠編成当時のTBSは、直後の月曜 20:00 - 20:54 にもドラマ枠である『ナショナル劇場 (後の『パナソニック ドラマシアター』→『月曜ミステリーシアター』) を編成していた。また1965年7月から1967年10月までは、直前の月曜 19:00 - 19:30 にも朝日放送製作、花王石鹸（現在の花王）提供の公開コメディ番組『いとはんと丁稚どん』や『負けたらあかんぞ!』を編成していた。さらに『胡椒息子』放送期間中の1969年8月までは、月曜 21:00 - 21:30 / 21:30 - 22:00 にも30分ドラマ×2本を、月曜 22:00 - 22:56 にも1時間ドラマを編成していた。
TBSは開局から間もないラジオ東京テレビ時代にも、日本ミシン製造と名乗っていた頃のブラザー工業提供の30分ドラマを月曜 19:00 - 19:30 と金曜 19:00 - 19:30 に編成していたことがある（例外として『あんみつ姫』などが挙げられる）。
本枠の終了後、同時間帯には同じくブラザー工業提供のクイズ番組枠『ブラザーファミリーアワー』が編成された。

## 放送作品一覧
| 作品名                       | 放送期間                        | 話数   | 備考                                                                            |
| ---------------------------- | ------------------------------- | ------ | ------------------------------------------------------------------------------- |
| 白馬の剣士（第2期）          | 1964年8月3日 - 同年10月26日     | 全13話 |                                                                                 |
| 水戸黄門                     | 1964年11月2日 - 1965年12月27日  | 全61話 |                                                                                 |
| うちのお父ちゃん             | 1966年1月3日 - 同年9月26日      | 全39話 |                                                                                 |
| 新吾十番勝負                 | 1966年10月3日 - 1967年6月26日   | 全39話 |                                                                                 |
| コメットさん（九重佑三子版） | 1967年7月3日 - 1968年12月30日   | 全79話 | 1967年11月13日放送の第20話以降からは全てカラー放送                              |
| どんといこうぜ!              | 1969年1月6日 - 同年6月30日      | 全26話 |                                                                                 |
| 胡椒息子                     | 1969年7月7日 - 同年10月27日     | 全17話 |                                                                                 |
| 彦左と一心太助               | 1969年11月3日 - 1970年10月26日  | 全52話 |                                                                                 |
| 千葉周作 剣道まっしぐら      | 1970年11月2日 - 1971年8月30日   | 全44話 |                                                                                 |
| 刑事くん（桜木健一版） 第1部 | 1971年9月6日 - 1972年10月2日    | 全57話 |                                                                                 |
| 熱血猿飛佐助                 | 1972年10月9日 - 1973年4月9日    | 全27話 |                                                                                 |
| 刑事くん（桜木健一版） 第2部 | 1973年4月16日 - 1974年5月6日    | 全55話 |                                                                                 |
| 若い!先生                    | 1974年5月13日 - 同年11月4日     | 全25話 |                                                                                 |
| 刑事くん（桜木健一版） 第3部 | 1974年11月11日 - 1975年11月17日 | 全54話 | 放送期間中の1975年3月31日、近畿地区におけるネット局が朝日放送から毎日放送に変更 |
| それ行け!カッチン            | 1975年11月24日 - 1976年5月31日  | 全28話 |                                                                                 |
| 刑事くん（星正人版） 第4部   | 1976年6月7日 - 同年11月29日     | 全26話 |                                                                                 |
| パパは独身                   | 1976年12月6日 - 1977年9月5日    | 全40話 |                                                                                 |
| 刑事犬カール                 | 1977年9月12日 - 1978年6月5日    | 全39話 |                                                                                 |
| コメットさん（大場久美子版） | 1978年6月12日 - 1979年9月24日   | 全68話 |                                                                                 |

## ネット局
系列は放送当時のもの。
| 放送対象地域           | 放送局       | 系列                   | 備考                                                   |
| ---------------------- | ------------ | ---------------------- | ------------------------------------------------------ |
| 関東広域圏             | 東京放送     | TBS系列                | 製作局 現・TBSテレビ                                   |
| 北海道                 | 北海道放送   | TBS系列                |                                                        |
| 青森県                 | 青森放送     | 日本テレビ系列         |                                                        |
| 青森県                 | 青森テレビ   | TBS系列                |                                                        |
| 岩手県                 | 岩手放送     | TBS系列                | 現・IBC岩手放送                                        |
| 宮城県                 | 東北放送     | TBS系列                |                                                        |
| 秋田県                 | 秋田放送     | 日本テレビ系列         | 最終作放送時点では木曜19:00枠で放送                    |
| 山形県                 | 山形放送     | 日本テレビ系列         | 最終作放送時点では水曜17:30枠で放送                    |
| 福島県                 | 福島テレビ   | TBS系列 フジテレビ系列 |                                                        |
| 新潟県                 | 新潟放送     | TBS系列                |                                                        |
| 長野県                 | 信越放送     | TBS系列                |                                                        |
| 山梨県                 | 山梨放送     | 日本テレビ系列         |                                                        |
| 山梨県                 | テレビ山梨   | TBS系列                |                                                        |
| 静岡県                 | 静岡放送     | TBS系列                |                                                        |
| 富山県                 | 北日本放送   | 日本テレビ系列         | 最終作放送時点では土曜17:30枠で放送                    |
| 石川県                 | 北陸放送     | TBS系列                |                                                        |
| 福井県                 | 福井放送     | 日本テレビ系列         | 最終作放送時点では系列外ながらマイクロ同時ネットを実施 |
| 中京広域圏             | 中部日本放送 | TBS系列                | 現・CBCテレビ                                          |
| 近畿広域圏             | 朝日放送     | TBS系列                | 現・朝日放送テレビ                                     |
| 近畿広域圏             | 毎日放送     | TBS系列                | 腸捻転解消に伴う移行                                   |
| 島根県 →鳥取県・島根県 | 山陰放送     | TBS系列                | 1972年9月までの放送対象地域は島根県のみ                |
| 岡山県                 | 山陽放送     | TBS系列                | 現・RSK山陽放送 当時の放送対象地域は岡山県のみ         |
| 広島県                 | 中国放送     | TBS系列                |                                                        |
| 山口県                 | 山口放送     | 日本テレビ系列         |                                                        |
| 山口県                 | テレビ山口   | TBS系列 フジテレビ系列 | 1978年9月まではテレビ朝日系列とのクロスネット局        |
| 徳島県                 | 四国放送     | 日本テレビ系列         | 最終作放送時点では系列外ながらマイクロ同時ネットを実施 |
| 愛媛県                 | 南海放送     | 日本テレビ系列         | 最終作放送時点では系列外ながらマイクロ同時ネットを実施 |
| 高知県                 | 高知放送     | 日本テレビ系列         |                                                        |
| 高知県                 | テレビ高知   | TBS系列                |                                                        |
| 福岡県                 | RKB毎日放送  | TBS系列                |                                                        |
| 長崎県                 | 長崎放送     | TBS系列                |                                                        |
| 熊本県                 | 熊本放送     | TBS系列                |                                                        |
| 大分県                 | 大分放送     | TBS系列                |                                                        |
| 宮崎県                 | 宮崎放送     | TBS系列                |                                                        |
| 鹿児島県               | 南日本放送   | TBS系列                |                                                        |
| 沖縄県                 | 琉球放送     | TBS系列                |                                                        |

## 備考
本枠放送作品の『水戸黄門』は、後に『ナショナル劇場』（後の『パナソニック ドラマシアター』→『月曜ミステリーシアター』）で再ドラマ化され、2011年12月19日の放送でシリーズそのものが終了するまで43作にわたって制作され続けた。
『刑事犬カール』の続編である『刑事犬カールII』は、本枠終了後の1981年4月から水曜 19:00 - 19:30 に放送されていた。
| TBS系列 月曜 19:30 - 20:00 【本枠からブラザー工業一社提供枠】        | TBS系列 月曜 19:30 - 20:00 【本枠からブラザー工業一社提供枠】 | TBS系列 月曜 19:30 - 20:00 【本枠からブラザー工業一社提供枠】 |
| 前番組                                                               | 番組名                                                        | 次番組                                                        |
| -------------------------------------------------------------------- | ------------------------------------------------------------- | ------------------------------------------------------------- |
| 白馬の剣士（第1期） （1964年1月13日 - 1964年7月27日） ※19:00 - 20:00 | ブラザー劇場 （1964年8月3日 - 1979年9月24日）                 | ブラザーファミリーアワー （1979年10月1日 - 1984年9月24日）    |